# Раковац (Беочин)
Раковац је насеље у Србији у општини Беочин у Јужнобачком округу. Према попису из 2022. било је 2137 становника.
Село се налази у брдима Фрушке горе на путу Беочин-Нови Сад. Од Беочина је удаљено око 4 km и Новог Сада 13 km.

## Историја
Настао је као прњавор, насеље манастирских кметова поред манастира Раковац саграђеног у 16. веку.
Током другог светског рата, комплетан Срем потпао је под нацистичку управу злочиначке Независне државе Хрватске (НДХ). Као и сва остала српска места, Раковац је прошао тортуру хрватских Усташа. У току 1943. године манастир је опљачкан, драгоцености су однесене у Загреб (главни град фашистичке хрватске државе), а потом је комплетан манастир са звоником, конацима и портом миниран - порушен (данас делимично обновљен). Многи невини житељи Раковца били су поклани и побијени од стране хрватских нациста а само село било је спаљено. После рата село није обновљено, већ је низводно, северније подигнуто насеље Нови Раковац (касније промењен назив у Раковац, а старији део села у Стари Раковац.
Током последњих 50 година спонтаним миграцијама село је обновљено досељеницима из Босне у потрази за послом у фабрици цемента у Беочину, а и многим другим који су овде успели да реше свој стамбени проблем. Због велике близине Новог Сада, у брдима Раковца се граде и многобројна викенд насеља. Обнављају се старе куће или граде нове.
Овде се налазе Спомен-обележје Стручица, Спомен-обележје Каменолом, Раковачки поток.

## Демографија
У насељу Раковац живи 1592 пунолетна становника, а просечна старост становништва износи 39,0 година (38,4 код мушкараца и 39,6 код жена). У насељу има 683 домаћинства, а просечан број чланова по домаћинству је 2,91.
Ово насеље је углавном насељено Србима (према попису из 2002. године), а у последња три пописа, примећен је пораст у броју становника.
|  |

| Демографија | Демографија | Демографија |
| Година      | Становника  | Становника  |
| ----------- | ----------- | ----------- |
| 1948.       | 582         |             |
| 1953.       | 715         |             |
| 1961.       | 1.060       |             |
| 1971.       | 968         |             |
| 1981.       | 1.081       |             |
| 1991.       | 1.357       | 1.350       |
| 2002.       | 1.989       | 2.020       |

| Етнички састав према попису из 2002.‍ | Етнички састав према попису из 2002.‍ | Етнички састав према попису из 2002.‍ | Етнички састав према попису из 2002.‍ | Етнички састав према попису из 2002.‍ |
| ------------------------------------ | ------------------------------------ | ------------------------------------ | ------------------------------------ | ------------------------------------ |
|                                      |                                      |                                      |                                      |                                      |
| Срби                                 | Срби                                 |                                      | 1.700                                | 85,47%                               |
| Југословени                          | Југословени                          |                                      | 71                                   | 3,56%                                |
| Мађари                               | Мађари                               |                                      | 44                                   | 2,21%                                |
| Хрвати                               | Хрвати                               |                                      | 42                                   | 2,11%                                |
| Муслимани                            | Муслимани                            |                                      | 22                                   | 1,10%                                |
| Црногорци                            | Црногорци                            |                                      | 15                                   | 0,75%                                |
| Словаци                              | Словаци                              |                                      | 11                                   | 0,55%                                |
| Словенци                             | Словенци                             |                                      | 9                                    | 0,45%                                |
| Украјинци                            | Украјинци                            |                                      | 7                                    | 0,35%                                |
| Румуни                               | Румуни                               |                                      | 4                                    | 0,20%                                |
| Македонци                            | Македонци                            |                                      | 3                                    | 0,15%                                |
| Руси                                 | Руси                                 |                                      | 2                                    | 0,10%                                |
| Буњевци                              | Буњевци                              |                                      | 2                                    | 0,10%                                |
| Бугари                               | Бугари                               |                                      | 2                                    | 0,10%                                |
| Русини                               | Русини                               |                                      | 1                                    | 0,05%                                |
| Роми                                 | Роми                                 |                                      | 1                                    | 0,05%                                |
| Немци                                | Немци                                |                                      | 1                                    | 0,05%                                |
| непознато                            | непознато                            |                                      | 2                                    | 0,10%                                |

| Година пописа     | 1948. | 1953. | 1961. | 1971. | 1981. | 1991. | 2002. |
| ----------------- | ----- | ----- | ----- | ----- | ----- | ----- | ----- |
| Број домаћинстава | 248   | 262   | 351   | 314   | 376   | 488   | 683   |

| Број чланова      | 1   | 2   | 3   | 4   | 5  | 6  | 7  | 8 | 9 | 10 и више | Просек |
| ----------------- | --- | --- | --- | --- | -- | -- | -- | - | - | --------- | ------ |
| Број домаћинстава | 151 | 158 | 133 | 152 | 48 | 21 | 14 | 5 | 0 | 1         | 2,91   |

| Пол    | Укупно | Неожењен/Неудата | Ожењен/Удата | Удовац/Удовица | Разведен/Разведена | Непознато |
| ------ | ------ | ---------------- | ------------ | -------------- | ------------------ | --------- |
| Мушки  | 819    | 249              | 501          | 37             | 32                 | 0         |
| Женски | 855    | 193              | 495          | 129            | 37                 | 1         |
| УКУПНО | 1.674  | 442              | 996          | 166            | 69                 | 1         |

| Пол    | Укупно                    | Пољопривреда, лов и шумарство | Рибарство                            | Вађење руде и камена | Прерађивачка индустрија       |
| ------ | ------------------------- | ----------------------------- | ------------------------------------ | -------------------- | ----------------------------- |
| Мушки  | 388                       | 7                             | 0                                    | 36                   | 107                           |
| Женски | 288                       | 3                             | 0                                    | 7                    | 76                            |
| УКУПНО | 676                       | 10                            | 0                                    | 43                   | 183                           |
| Пол    | Производња и снабдевање   | Грађевинарство                | Трговина                             | Хотели и ресторани   | Саобраћај, складиштење и везе |
| Мушки  | 18                        | 54                            | 56                                   | 6                    | 25                            |
| Женски | 0                         | 8                             | 56                                   | 8                    | 6                             |
| УКУПНО | 18                        | 62                            | 112                                  | 14                   | 31                            |
| Пол    | Финансијско посредовање   | Некретнине                    | Државна управа и одбрана             | Образовање           | Здравствени и социјални рад   |
| Мушки  | 3                         | 7                             | 18                                   | 4                    | 8                             |
| Женски | 6                         | 11                            | 12                                   | 17                   | 58                            |
| УКУПНО | 9                         | 18                            | 30                                   | 21                   | 66                            |
| Пол    | Остале услужне активности | Приватна домаћинства          | Екстериторијалне организације и тела | Непознато            | Непознато                     |
| Мушки  | 23                        | 0                             | 0                                    | 16                   | 16                            |
| Женски | 13                        | 0                             | 0                                    | 7                    | 7                             |
| УКУПНО | 36                        | 0                             | 0                                    | 23                   | 23                            |